# Челобитьєво
Челоби́тьєво (рос. Челобитьево) — присілок у складі Митищинського міського округу Московської області, Росія.

## Населення
Населення — 409 осіб (2010; 466 у 2002).
Національний склад (станом на 2002 рік):
- росіяни — 93 %